# 汪洋 (足球运动员)
汪洋（1989年7月26日—），男，湖北人，中国足球运动员。曾效力比利时足球甲级联赛色格拉布鲁日。

## 职业生涯
2008年末，汪洋原来效力的武汉光谷因为退赛被中国足协取消联赛资格，他与队友梅方一起赴比利时试训，获得色格拉布鲁日俱乐部肯定，被邀请加盟。但是两人回国后，因为湖北队2009年要备战全运会而受到湖北省足协的全力挽留，梅方放弃留洋。汪洋则坚持出国，最终获得中国足协作出业余球员的身份认定，得以自由转会比利时。不過汪洋仍代表湖北隊出戰了全運會比賽，還入選了中國奧運會集訓隊。
2009-10赛季，汪洋进入色格拉的一线阵容，并且在第一场联赛中就获得出场。他在比利时四年，获得出场机会不多。
2013年7月3日，汪洋回国加盟中超球队武汉卓尔，半年後自由轉會中甲球隊河北中基，並在2015賽季幫助球隊衝上中超。2017賽季結束後，汪洋與河北隊合同到期，宣佈退役。

## 退役後
2018年退役后，汪洋曾担任北京体育大学中国足球运动学院的副总经理、青训总监，中乙球隊河北精英一线队伍副领队。
2019年，他獲委任為比利时中华商会第三届理事会副会长，聘期三年
。